# Zoho

Logotipo para Zoho Corporation y Zoho Office Suite

Zoho es el nombre de un conjunto de aplicaciones web desarrolladas por la empresa india Zoho Corporation, antes AdventNet. Para poder utilizar dichas herramientas es obligatorio registrarse y la gran mayoría cuentan con una versión gratuita. Fue creada en 1996. Las aplicaciones de Zoho se distribuyen como software como servicio (SaaS). Cuenta con más de 100 millones de usuarios a nivel global y más de 15 mil empleados en todo el mundo.

## Generalidades
Cada una de las aplicaciones de Zoho:
Se ejecutan en cualquier navegador.
- Manejan interfaces WYSIWYG limpias, claras y fáciles de usar.
- Están dirigidas a cualquier tipo de usuario:
- El que requiere crear y/o editar documentos y no desea usar (o no tiene) una suite de oficina común.

- El que tiene a su cargo una empresa y desea mejorar su comunicación y colaboración mediante un paquete de software bajo el modelo de SaaS (Software as a Service)] administrativo y de gestión.
- El estudiante o experto en programación que desea aplicar sus conocimientos en la creación de widgets.

Reúne aplicaciones de negocio, productividad y colaboración. Entre otras cosas, cuenta con características como la capacidad de compartir archivos (colocándolos en zonas públicas) para que otras personas puedan verlos e incluso editarlos, seguimiento de datos sobre la marcha (mientras se trabaja) con el fin de evitar la pérdida de datos, importación y exportación de archivos creados en Microsoft Office u OpenOffice.org, así como la capacidad de publicarlos en blogs o bitácoras personales. La gran mayoría de estos productos son gratuitos.

## Clasificación
Zoho clasifica sus aplicaciones en 3 grupos, de acuerdo a sus características: "Aplicaciones de Colaboración", "Aplicaciones de Negocio" y "Aplicaciones Productivas".

### Aplicaciones de Negocio
- Zoho Assist
- Zoho Books
- Zoho BugTracker
- Zoho Campaigns
- Zoho ContactManager
- Zoho Creator: aplicación que permite la creación de bases de datos en línea conformando mini-aplicaciones web (usando el lenguaje Deluge, el mismo sitio lo explica) y mashups. Permite la inserción de éstos en blogs u otros sitios web, y almacenamiento ilimitado de creaciones.
- Zoho CRM: aplicación de administración y gestión. Permite llevar una agenda de contactos, cosas por hacer, gestionar grupos de usuarios, entre otros.
- Zoho Invoice
- Zoho LiveDesk
- Zoho Marketplace
- Zoho One: sistema integrado de aplicaciones del ecosistema Zoho.
- Zoho People
- Zoho Recruit
- Zoho Reports
- Zoho Site24x7: aplicación que permite el control y el seguimiento de sitios Web. Genera informes que se envían al correo del usuario (si este lo permite) cada 3 días. Es gratuito hasta para 2 sitios WEB.
- Zoho Sites
- Zoho Support
- Zoho Survey: Antes conocido como Zoho Poll, aplicación que permite la creación y control de encuestas y su inclusión en blogs o bitácoras, cuenta con almacenamiento ilimitado.
- Zoho Vault

### Aplicaciones de Colaboración
- Zoho Chat: aplicación de chat.
- Zoho Connect
- Zoho Docs
- Zoho Discussions
- Zoho Mail: groupware que incluye un cliente de correo electrónico, una aplicación de sincronización de archivos, un calendario, entre otros. Es gratuito para uso personal.
- Zoho Meeting: aplicación de conferencias web. Permite conversar en vivo con otras personas, facilita la creación de canales para tal efecto y ofrece acceso remoto a la PC anfitriona.
- Zoho Projects: administrador de proyectos. Ofrece control total para gestionar proyectos de cualquier tipo; permite asignar tareas a los miembros que se encuentren vinculados, junto con el plazo para que se lleven a cabo, llevar la cuenta de las acciones que ya se han realizado y lo que falta por hacer, cargar archivos, entre otros. Es gratuito tanto para los proyectos Open Source como para un solo proyecto personal.
- Zoho Wiki: editor de wikis. Permite establecer wikis públicas o privadas, facilita la creación de grupos de trabajo, y las wikis públicas serán indexadas y aparecerán en los resultados de los motores de búsqueda. Cuenta con almacenamiento ilimitado de páginas y sub-páginas.

### Aplicaciones de Productividad
- Zoho Calendar
- Zoho Notebook: aplicación multipropósito. Además de poder trabajar con texto e imagen, permite la inserción de video y audio a los proyectos que se realizan, al igual que fuentes RSS, permite establecer permisos de lectura y edición, y cuenta con almacenamiento ilimitado de proyectos.
- Zoho Sheet: hoja de cálculo. Muy similar a Microsoft Excel u OpenOffice.org Calc. Permite trabajar con fórmulas, insertar gráficas, el uso de mashups, ofrece soporte al formato OpenDocument y almacenamiento ilimitado de libros de trabajo.
- Zoho Show: editor de diapositivas. Parecido a Microsoft PowerPoint u OpenOffice.org Impress. Cuenta con varias plantillas prediseñadas, abre archivos PPT, PPS (los de Microsoft), ODP y SXI (los de OpenOffice), y ofrece almacenamiento ilimitado de presentaciones.
- Zoho Writer: procesador de texto. Hace casi lo mismo que Microsoft Word u OpenOffice.org Writer. Cuenta con corrector ortográfico, opciones deshacer/rehacer multinivel (se pueden recargar o eliminar varias acciones realizadas, una tras otra), abre archivos DOC, ODT, SXW (los de OpenOffice), HTML, RTF, JPG, GIF, PNG, y almacenamiento ilimitado de documentos.
- Zoho Office for Microsoft Sharepoint

## Partners de Zoho
Zoho cuenta con una red de Partners Autorizados,  organizada por países, para distribuir sus aplicaciones empresariales. Los Partners o Resellers ofrecen soporte local y servicios de valor añadido sobre las aplicaciones, en México además existe el modelo de Strategic Partner que tiene la función de capacitar a otros Partners y desarrollar el Canal.
En Chile hay partners como NDT, con una alta valoración de sus clientes, que da especial confianza en las implementaciones de toda la suite de customer experience (CRM, Desk, Campaings, Survey, Analytics, Project, entre otras), además de Zoho One.
Las soluciones más comúnmente distribuidas a través de un Partner son las empresariales, destacando las siguientes:
- Zoho CRM: la aplicación para la gestión de la relación con el cliente es actualmente la más demandada y la que permite una mayor adaptación y configuración.
- Zoho Creator: para el desarrollo de aplicaciones
- Zoho Project: gestor de proyectos
- Zoho Invoice: facturación
- Zoho Report: business inteligence. Para la obtención de Reporting avanzado.

Todas estas aplicaciones empresariales permiten usar el CRM como punto de partida para construir un software de gestión completo, integrándose entre sí. Existen proyectos de ERP muy avanzados usando la suite de Zoho.

### Enlaces relacionados
- Listado de Partners oficiales
- Partner Oficial de Zoho España
- Zoho Desk Integration
- Premium partner Zoho España
- Premium Partner Zoho Mexico
- Advanced Partner Zoho en Argentina